# اورازبایوو (شهرستان خایبولینسکی، باشقیرستان)
اورازبایوو (انگلیسی: Urazbayevo, Khaybullinsky District, Republic of Bashkortostan) یک شهرک در شهرستان خایبولینسکی استان باشقیرستان کشور روسیه است.